# Jiří Ammer
Jiří Ammer (* 24. března 1942) je bývalý československý basketbalista a trenér. Je zařazen na čestné listině mistrů sportu.
Byl hráčem družstva Slavia VŠ Praha (1960-1969 a 1970-1972), s nímž byl pětkrát mistrem a šestkrát vicemistrem Československa. Dvě sezóny hrál za RH Pardubice a získal další titul vicemistra a jedno čtvrté místo v ligové soutěži. V československé basketbalové lize hrál od roku 1960 celkem 14 sezón a po roce 1962 (zavedení podrobných statistik zápasů) zaznamenal 2970 bodů.
S týmem Slavia VŠ Praha startoval v šesti ročnících Poháru evropských mistrů, v roce 1966 skončili na 2. místě, v roce 1967 na 3. místě, v letech 1970 a 1971 prohráli až v semifinále s CSKA Moskva a další dva roky hráli ve čtvrtfinálové skupině. V soutěži FIBA – Evropský pohár vítězů pohárů v roce 1968 hráli ve finále a v roce 1969 tento pohár tým vyhrál po výhře ve Vídni nad Dynamo Tbilisi (Gruzie) 80:74. V roce 1970 ve světovém poháru (International Cup 1970) tým skončil na 4. místě. 
Za československou basketbalovou reprezentací hrál na Mistrovství světa 1970 v Lublani (6. místo), v kvalifikaci na Olympijské hry 1972 a na třech Mistrovství Evropy a získal na nich stříbrnou medaili v roce 1967 a bronzovou medaili v roce 1969. Celkem odehrál za reprezentační družstvo Československa 147 utkání, z toho na světových a evropských soutěžích 40 a zaznamenal v nich 198 bodů. Hrál za družstvo výběru Evropy ve dvou zápasech v roce 1966 v Lublani.
Po skončení hráčské kariéry byl v letech 1974-1977 trenérem ligového družstva RH Pardubice, s nimiž získal 7., 9. a 11. místo v československé basketbalové lize.
V roce 2014 byl uveden do Síně slávy České basketbalová federace.

## Sportovní kariéra

### Hráč klubů
- 1960-1969 Slavia VŠ Praha: 3x mistr (1965, 1966, 1969), 4x vicemistr (1963, 1964, 1967, 1968), 4. místo (1961), 5. místo (1962)
- 1969-1970 RH Pardubice: 4. místo (1970)
- 1970-1973 Slavia VŠ Praha, 2x mistr (1971, 1972), 1x vicemistr (1973)
- 1973-1974 RH Pardubice: vicemistr (1974)
- Československá basketbalová liga celkem 14 sezón a 10 medailových umístění, ve střelecké tabulce (od sezóny 1962/63 do 1992/93) je na 79. místě s počtem 2970 bodů.
  - 5x mistr Československa (1965, 1966, 1969. 1971, 1972, 5x vicemistr (1963, 1964, 1967, 1968, 1974)
- Pohár evropských mistrů
  - 1965/66: ve finále prohra s Olimpia Miláno (ITA) 72-77, ve finále druhý nejlepší střelec týmu s 11 body
  - 1966/67: v semifinále prohra s Olimpia Miláno (ITA) 97-103, o 3. místo výhra nad Olimpija Ljubljana (SLO) 88-83
  - 1969/70: v semifinále prohra s CSKA Moskva (RUS) 79-107, 75-113
  - 1970/71: v semifinále prohra s CSKA Moskva (RUS) 83-68, 67-94
  - 1971/72, 1972/73: účast ve čtvrtfinálové skupině
- Pohár vítězů pohárů
  - 1967/68: v semifinále Vorwärts Leipzig (GER) 58-57, 98-76, ve finále před 65 tisíci diváků prohra s AEK Athens (GRE) 82-89
  - 1968/69: v semifinále Olimpija Ljubljana (SLO), 83-76, 82-61, ve finále ve Vídni výhra nad BK Dinamo Tbilisi (GRU) 80-74

### Československo
- Za československou basketbalovou reprezentací hrál 234 zápasů (1974-1982), z toho na světových a evropských soutěžích zaznamenal 198 bodů ve 40 zápasech.
- Předolympijská kvalifikace – 1968 Sofia (22 bodů/6 zápasů) 4. místo • 1972 Holandsko (38 /9), 2. místo a postup na OH
- Mistrovství světa – 1970 Lublaň (42 bodů/9 zápasů), 6. místo
- Mistrovství Evropy – 1965 Moskva (23 bodů /4 zápasy), 7. místo • 1967 Finsko (55 /7), vicemistr Evropy • 1969 Itálie (18 /5), 3. místo
  - Na třech Mistrovství Evropy dvě medaile (stříbrná a bronzová) a celkem 96 bodů v 16 zápasech.

### Trenér
- 1974-1977 RH Pardubice: 5. místo (1975), 9. místo (1976), 11. místo (1977)